# René Lehner
René Lehner (* 3. April 1955 in Zürich) ist ein Schweizer Cartoonist, Comiczeichner und Jugendbuchautor. Sein erster Cartoon erschien 1972 in der Schweizer Zeitung Sport.
1974 gründete er zusammen mit Andreas C. Knigge und Thilo Rex das Comic-Fachmagazin Comixene, das noch heute erscheint und sich redaktionell mit dem Thema Comic befasst. 1981 verliess er die Zeitschrift, wanderte nach Spanien aus und widmete sich nur noch dem Comiczeichnen. Diverse Bücher und Comicbeiträge erschienen. 1986 verlegte er sein Atelier zurück nach Zürich und begann Comicstreifen für Tageszeitungen zu zeichnen. Es entstanden die Tagescomicserie Bill Body und die Wochenserien Willy und Zoo Klamauk (Züri Zoo). Im Laufe der Jahre erschienen seine Streifen regelmäßig in über fünfzig Zeitungen und Zeitschriften in verschiedenen Ländern Europas bis nach Polen, Tschechien, Schweden und Island. Für den WWF Schweiz begann er 1987 die Serie Gabi Grün.
1988 wanderte er weiter nach Hamburg – damals die Comic-Hauptstadt im deutschsprachigen Raum. Neben seinen Zeitungscomics entstanden neue Bücher und Cartoons, achtzig halbstündige Zeichentrickfilme mit seiner Figur Bill Body und unzählige Merchandising-Artikel dazu. 1990 zog er zurück in die Schweiz. Weitere Serien wie Peach Weber oder die erotische Tagesserie Freudendorf für die Schweizer Boulevardzeitung Blick entstanden und 1991 ist er unter den Gründungsmitgliedern des Luzerner Comicfestivals Fumetto. 2008 erschien sein erster Jugendroman Hilfe aus der Zukunft und 2009 zeichnete er seine erste Comicserie nur fürs Internet: Don Caneloni. Es folgte Fred Flamingo. 2016 erschien sein erstes Kinderbuch Zwerg Stolperli nach einem Text von Peach Weber. 2015 bis 2023 war Lehner auch Herausgeber und Chefredakteur des Comic-Fachmagazins Comixene.

## Veröffentlichungen
- Blake 074; 1983; nach einem Text von P. Porc; Comic Forum, Wien
- René; 1984; Erwachsenen-Comics aus deutschen Landen Nr. 3; Volksverlag, Linden
- Lügen, Bauchweh und Ganoven; 1985; SJW-Verlag, Zürich
- Fred Flamingo; 1987; SJW-Verlag, Zürich
- Oscuro; 1986; Comic-Krimi für Erwachsene; Comic-Forum, Wien
- Bill Body, Der Schrecken des Sports!; 1989; Goldmann-Verlag
- Bill Body, Sportlerpech!; 1990; Goldmann-Verlag
- Bill Body, Bloß nichts anmerken lassen!; 1991; Goldmann-Verlag
- Bill Body, Bitte nicht auf den Torwart schießen!; 1990; Ehapa Verlag
- Bill Body, Bist du's, Boris?; 1991; Heyne-Mini-Taschenbuch
- Bill Body, Der Ball ist rund; 1992; Heyne-Mini-Taschenbuch
- Willy, Haltbar bis: Siehe Boden; 1990; Carlsen Verlag
- Willy, Plötzlich oben ohne; 1991; Carlsen Verlag
- Fred Flamingo, Die Rebellen von Zitrus; 1990; Jugendcomic (Text) zusammen mit Nihat Kesen (Bild), erschienen in Fix und Foxi
- Fred Flamingo, Das Geheimnis des Unsichtbaren; 1991; Carlsen Verlag
- Fred Flamingo, Planet der Unsterblichen; 1992; Carlsen Verlag
- Frische Milch gefällig?; 1991; Cartoons; Semmel-Verlach
- Liebe, Lust und Viechereien; 1992; Cartoons; Semmel-Verlach
- Peach Weber, Nix wie Comics; 1993; Semmel-Verlach
- Gabi Grün, Das Horn der Rhinos; 1995; WWF Schweiz
- Comic Strip Collection; 1998; 4 Hefte der Serien Bill Body, Freudendorf und Zoo Klamauk
- Tim Moebius – Hilfe aus der Zukunft; 2008; Jugendroman
- Oscuro und andere Geschichten; 2009; Shaker Media
- Der Lebensretter; 2012; Comix Magazin
- Zwerg Stolperli; 2016; Holper&Stolper Verlag
- Zwerg Stolperli und der zerbrochene Zauberstab; 2017; Holper&Stolper Verlag
- Zwerg Stolperli und de Hund mit em goldige Halsband (CD); 2018; Holper&Stolper Verlag
- Zwerg Stolperli und das blaue Einhorn; 2019; Holper&Stolper Verlag
- Zwerg Stolperli und das Christchindli; 2019; Holper&Stolper Verlag

## Bücher zusammen mit anderen Autoren
- Wanted; 1983; Semmel-Verlach
- Besemmelt!; 1984; Semmel-Verlach
- Comics des Monats; 1986; Fernsehen DRS
- Liebet und paaret euch!; 1991; Eichborn Verlag
- Alles im Sack!; 1991; Semmel-Verlach
- Seemannsgarn; 1993; Carlsen Verlag
- Piratengeschichten; 1994; Schweizerisches Jugendschriftenwerk SJW
- Büro Fröhlich;  1994; Kontor Zürich
- Thanks, Carl Barks;  2001; Egmont Verlag
- A40 Cartoons;  2010; Cartoonhauptstadt
- Jetzt erst recht!;  2010; Deutscher Karikaturenpreis
- Hugh! Winnetou;  2011; Edition 52
- Cartoons für Loriot;  2012; Lappan Verlag
- Fieses Fest;  2012; Lappan Verlag
- Schluss mit lustig!;  2012; Deutscher Karikaturenpreis
- Verboten!; 2014; Carlsen Verlag
- Wie krank ist das denn?!; 2014; Deutscher Karikaturenpreis
- Cartoons zum Ruhestand; 2017; Holzbaum

Comic und Cartoons wurden veröffentlicht in: Eulenspiegel, Punkt ch, Hamburger Morgenpost, Blick, Berliner Kurier, WAZ, tz München, Playboy, Nebelspalter, Bravo, Pop Rocky, Schweizer Illustrierte, Tages-Anzeiger, Züri Tipp, Panda Club WWF, Luzerner Neueste Nachrichten, Baslerstab, Schweizer Woche, Bündner Zeitung, Bündner Tagblatt, WWF Panda-Journal, Aargauer Kurier, Aargauer Woche, Tagblatt Zürich, Neue Presse, TUT, Wiler Zeitung, Das gelbe Heft, Szene Hamburg, Panik, Swiss Sport, Liechtensteiner Vaterland, Zürich Express, Schwyzer Woche, St. Galler Nachrichten, Zuger Woche, Woche Berner Oberland, Cosmic, Main Post, Mannheimer Morgen, Münchner Merkur, Sonntag Aktuell, Blesk (Tschechien), Fräcka Fredag und Karlskrona (Schweden), Katowice, Express Ilustrowany, Warszawa und Jestem Warszawa (Polen), Akyreyri (Island), Helsingfors (Finnland) und vielen anderen Zeitungen und Zeitschriften.